# Энергия (стадион)
Энергия (укр. Енергія) — футбольный и легкоатлетический стадион в городе Новая Каховка Херсонской области. На нём проводит свои домашние матчи футбольный клуб второй лиги «Энергия».

## История
Стадион был построен в 1955—1956 годах, спустя 2 года после основания одноимённого футбольного клуба. Название «Энергия» получил благодаря Каховской ГЭС, при коллективе которой и была сформирована футбольная команда.

Памятная доска на стадионе «Энергия»

Директором стадиона с 1962 по 2002 год работал Кошелев Василий Матвеевич.
В настоящее время стадион находится в коммунальной собственности города. Занимает площадь 8,9522 га, на которой расположены 4 футбольных поля, 2 мини-футбольных поля и волейбольная площадка.